# クツワムシ
クツワムシ（轡虫、Mecopoda nipponensis）とは、バッタ目キリギリス科の昆虫。体は緑色または褐色で、翅は幅広い。雄は「ガチャガチャ」と鳴く。関東以南から九州まで分布。別名管巻（くだまき）。

## 形態
大型で体高が高く、ずんぐりとしたその体の側面積は日本のキリギリス亜目中最大（体長ではカヤキリの方が遥かに上回る）。また、肉食性が強い同亜目にあって、草食、しかもほぼクズの単食という食性は異色といえる。大きさは最大70mmまでに育つ。
メスはオスよりも翅が細長く、体が巨大であることを除けば、ツユムシやクダマキモドキにやや似るが、産卵管は剣状である。
体色は個体変異が大きく、緑色の個体と褐色の個体がある。保護色と考えられるが、両者は同所的に混在し、生息フィールドごとに同じ色の個体群が安定して棲んでいるわけではない。

## 分布
本州（茨城県-新潟県以南）、淡路島、四国、九州、隠岐、対馬、朝鮮半島、華東。

## 生態
夜行性。鳴き声がとても大きく、開けた場所をあまり好まず林縁の下草に棲む。マメ科植物、とりわけクズの葉を好んで食べ、生息地もクズの繁茂している場所である場合が多い。肉食もするが、クズの葉だけでも問題なく生育する。これはマメ科植物がタンパク質を多く含むためだといわれている。
マメ科以外にもカラスウリやアマチャヅル、アレチウリなどのウリ科、ヤブカラシ、ヘクソカズラなど種々の蔓植物を食うのが目撃されている。
また、ツユクサやメヒシバなど一部の単子葉植物も食べる。
羽化した成虫は早い個体では7月下旬より出現し、野生で声が聞かれるのは10月いっぱいまでである。一方、飼育下で餌や容器、温度など良好な環境を整えてやると、年を越して最長2月まで生きることもある。
メスは土中に産卵する。幼虫は産卵翌年の4月下旬〜6月上旬に孵化する。体が重く、かつ脚が非常に長いため、終齢近くになるにつれ脱皮に失敗する個体が多くなる。また、一般的に直翅目の幼虫期間は2ヵ月程度であるが、クツワムシは成長がやや遅く、孵化から羽化までに3ヵ月前後かかることもある。
野生下ではほぼクズの葉専食だが、飼育下では様々な野菜や人工飼料も食べる。特に、イヌ、ネコ、キンギョ等用の乾燥飼料はたいへんよく食べる。(人工飼料は老化を早めたり奇形個体になるなどの報告もある)腐敗した餌や汚れた飲み水、澱んだ空気には弱い。キリギリス科随一の草食者である彼らは積極的殺傷行為、共食い行動はしないが、相応の縄張り意識を持っているため、容積の限られた飼育容器内ではしばしば突発的に取っ組み合いのケンカを起こし、ただでさえ脆い脚がたやすく取れてしまう。また、1本でも脚を失った個体はその分動きが鈍くなり、他の健康な個体から寄ってたかって虐待され、残っている脚をさらに次々と失いダルマ状態になってしまう。このため飼育下で長生きを望むのであれば、単独飼育が無難である。
大型で人間を含む天敵に対し姿が目立つうえ動きが鈍く、飛翔能力も乏しい。生息地もクズの群落に限られる。このためクツワムシは環境破壊に弱く、各地で減少と個体群毎の絶滅が進み、また一旦破壊された環境がその後回復しても他地からの個体群の回帰がなかなか進まない。

## 近縁種
タイワンクツワムシ（ハネナガクツワムシ） M. elongata
伊豆半島以南の本州、四国、九州、沖縄などの他離島に分布。八丈島には移入により分布。アジアの亜熱帯から熱帯地域諸国。北上していると言われ、1950年頃までは愛知県が北限。なお横浜や東京湾岸のお台場でも採集例がある。しかしこれは散発的かつ一時的なものであり、単純に北上とは考えにくい。[要出典]
クツワムシに比べ羽は丸みが少なく細長く、背面側の先端近くが緩やかに上にカーブし、凹んだように見える。
また個体によっては羽の側面に現れる黒斑もクツワムシより多く、大きい。
成虫の前胸上面-側面の角の部分が黒ずむ。幼虫ではこの部分はクツワムシと同じ色である。
南方系種であり、在来のクツワムシよりも高温、乾燥に強い傾向にある。また褐色個体の割合が高い。これは本種が、緑色型として羽化し外骨格の硬化が完了した個体であっても、日照量の少ない日陰や夜間での活動を続けると1ヵ月程度で褐色に変化してしまうからである。
飼育下ではクツワムシは植物質と動物質をほぼ同率で喰うが、本種はさほど動物質に固執せず、植物のみで成長・生存する。
また昼間クツワムシは草の根もと近くで休むことが多いが、本種は葉の上に乗って休むことが多い。
このためより植物の茂った環境に依存していると考えられる。生息環境で攪乱（かくらん）が起こると速やかにその場を放棄し移動する。
クツワムシは生息環境に攪乱が起こると著しく数を減らすか、滅んでしまう。
別名の通り羽が長く、移動力に長けているため、上記のように北上、又は散発的な発生が見られる。
特にオスは良く飛翔し、数回鳴くと飛んでまた場所を変えて鳴き出す。メスは羽の長いものと短いものがいて、短い方は後脚の膝ぐらいの長さの羽を持ち、長いものはこれよりさらに0.5-1センチほど長く、卵の成熟しない若い個体は良く飛翔する。
クツワムシよりもさらに長命で、温暖な環境では産卵した卵が孵化する時期まで(1年以上)生存していることもある。
Macrolyristes corporalis
主にマレーシアに分布する大型種。展翅した標本の状態のものが装飾品土産物として輸入・販売されている。極めて長い脚を広げた大きさは大人の手のひらほどもある。前胸は角張り、縁に棘がある。羽は先端がとがり、幅が広く、木の葉に似ている。顔や尾端はクツワムシ属に似る。